# Dalnyćkyj Perejizd
Dalnyćkyj Perejizd (ukr. Дальницький Переїзд, ros. Дальницкий Переезд) – przystanek kolejowy w miejscowości Odessa, w obwodzie odeskim, na Ukrainie. Nazwa pochodzi od pobliskiej ulicy Dalnyćke Szose.